# Falsomesosella unicolor
Falsomesosella unicolor är en skalbaggsart som beskrevs av Stefan von Breuning 1965. Falsomesosella unicolor ingår i släktet Falsomesosella och familjen långhorningar. Inga underarter finns listade i Catalogue of Life.